# Gmina związkowa Rheinböllen
Gmina związkowa Rheinböllen (niem. Verbandsgemeinde Rheinböllen) − dawna gmina związkowa w Niemczech, w kraju związkowym Nadrenia-Palatynat, w powiecie Rhein-Hunsrück. Siedziba gminy związkowej znajdowała się w mieście Rheinböllen. 1 stycznia 2020 gmina związkowa połączona została z gminą związkową Simmern/Hunsrück tworząc nową gminę związkową Simmern-Rheinböllen.  

## Podział administracyjny
Gmina związkowa zrzeszała dwanaście gmin, w tym jedną gminę miejską (Stadt) oraz jedenaście gmin wiejskich (Gemeinde):
1. Argenthal
2. Benzweiler
3. Dichtelbach
4. Ellern (Hunsrück)
5. Erbach
6. Kisselbach
7. Liebshausen
8. Mörschbach
9. Rheinböllen, miasto
10. Riesweiler
11. Schnorbach
12. Steinbach